# 111 Ate
Ate /ˈeɪtiː/ (định danh hành tinh vi hình: 111 Ate) là một tiểu hành tinh lớn, màu tối ở vành đai chính. Thành phần cấu tạo của nó gồm cacbonat. Ngày 14 tháng 8 năm 1870, nhà thiên văn học người Mỹ gốc Đức Christian H. F. Peters phát hiện tiểu hành tinh Ate và đặt tên nó theo tên Ate, hiện thân của sự phá hoại trong thần thoại Hy Lạp. Trong năm 2000, tiểu hành tinh này đã có hai lần che khuất một ngôi sao được quan sát thấy chỉ cách nhau hai tháng.